# スキマスイッチ TOUR 2012 “musium” THE MOVIE
『スキマスイッチ TOUR 2012 “musium” THE MOVIE』（スキマスイッチ・ツアー 2012 "ミュージアム" ザ・ムービー）は、スキマスイッチのライブDVD。

## 解説
- 「スキマスイッチ TOUR 2012 "musium"」のNHKホールでの追加公演のライブ映像を収録。

## バンドメンバー
- 大橋卓弥 – Vocal, Guitar
- 常田真太郎 – Piano, Chorus
- 村石雅行 – Drums
- 種子田健 – Bass
- 石成正人 – Guitar, Chorus
- 大島俊一 – Keyboards
- 松本智也 – Percussion, Chorus
- 本間将人 – Sax, Chorus
- 田中充 – Trumpet, Chorus

## 収録内容

### DISC-1
1. 時間の止め方
2. ふれて未来を
3. アイスクリーム シンドローム
4. センチメンタル ホームタウン
5. キミドリ色の世界
6. 太陽
7. ボクノート
8. 願い言
9. 螺旋
10. 石コロDays
11. LとR
12. Andersen
13. 雨は止まない
14. さいごのひ
15. ソングライアー
16. 君の話
17. スモーキンレイニーブルー
18. キレイだ
19. 全力少年
  - この音源は「大学受験倶楽部」で、2012年8月4日から8月12日の期間限定で会員を対象に先着5000名に配信された。
20. 晴ときどき曇
21. 時間の止め方(Ending ver.)

### DISC-2
- 特典映像（DVD盤の初回盤のみ。Blu-ray盤の初回盤にはDISC-1に収録）

1. 糸ノ意図
2. 雨待ち風
3. きみがいいなら
4. ズラチナルーカ
5. Documentary & Interview

## 初回特典内容
- ライブフォトブックレット+ライブDVD『スキマスイッチ TOUR 2012 "musium"』との連動特典応募券封入。
- 前日の公演で演奏された「糸ノ意図」「雨待ち風」「きみがいいなら」「ズラチナルーカ」&インタビューや舞台裏映像などの特典映像を収録。スリーブケース仕様。